# Paul Cohn (Mathematiker)

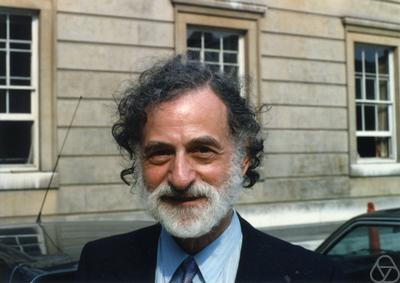
Paul Cohn 1989

Paul Moritz Cohn (geboren 8. Januar 1924 in Hamburg; gestorben 20. April 2006 in London) war ein britischer Mathematiker, der sich mit Algebra beschäftigte.

## Leben und Wirken
Cohn wurde als Sohn jüdischer Eltern in Hamburg geboren, sein Vater James Cohn war Außenhandelskaufmann, die Mutter Julia Cohn Lehrerin. Beide Eltern kamen im Holocaust um (sie wurden 1941 nach Riga deportiert), Cohn selbst wurde als Jugendlicher 1939 mit einem Kindertransport nach Großbritannien geschickt. Während des Krieges wurde er als Mechaniker angelernt und arbeitete als Monteur an einer Werkbank.
Cohn studierte an der Cambridge University, wo er 1948 seinen Bachelorabschluss machte und 1951 bei Philip Hall promovierte. Danach war er ein Jahr an der Universität Nancy und zehn Jahre lang Lecturer an der Manchester University. 1961/62 war er Gastprofessor an der Yale University und 1962 an der University of California, Berkeley und wurde dann Reader am Queen Mary College. 1964 war er Gastprofessor an der University of Chicago und 1964 an der State University of New York at Stony Brook. Im selben Jahr wurde er Professor am Bedford College der Universität London und Vorsitzender von dessen Mathematik-Fakultät. Nach der Schließung aufgrund von Budgetkürzungen ging er 1984 ans University College London, wo er 1986 Astor Professor für Mathematik wurde. 1989 wurde er dort Professor Emeritus. Er war vielfach an Universitäten in Kanada, Israel, Frankreich, Indien, den USA und auch in Deutschland (Bielefeld) Gastprofessor.
Cohn galt als führender Algebraiker, mit Arbeiten speziell zur nichtkommutativen Ringtheorie. Von ihm stammen einige Lehrbücher zur Algebra.
1972 erhielt er den Lester Randolph Ford Award der Mathematical Association of America (für Rings of fractions, American Math. Monthly, Band 78, 1971, S. 596–615) und 1974 den Senior Berwick-Preis der London Mathematical Society, deren Präsident er 1982 bis 1984 war. Davor war er 1965 bis 1967 deren Sekretär und 1968 bis 1975 und 1979 bis 1984 in deren Rat und gab außerdem lange Jahre deren Monographienreihe heraus. 1980 wurde er Fellow der Royal Society. 1970 war er Invited Speaker auf dem Internationalen Mathematikerkongress in Nizza (Free ideal rings and free products of rings).
Er war seit 1958 verheiratet und hatte zwei Töchter.

## Schriften
- Lie Groups, Cambridge University Press 1957
- Linear equations 1958
- Solid geometry, London, Routledge and Paul, 1961
- Universal Algebra, Harper and Row 1965, Reidel 1981
- Free Rings and Their Relations, Academic Press 1971, 1985
- Algebra, Wiley, Band 1, 1974, 1982, Band 2, 1977, 1989, Band 3, 1990
- Elements of Linear Algebra, Chapman and Hall 1999
- Skew Fields, Theory of General Division Rings, in Encyclopedia of Mathematics and its Applications, Springer, Cambridge University Press, Band 57, 1995
- Algebraic Numbers and Algebraic Functions, Chapman and Hall 1991
- Lectures on algebraic numbers and algebraic functions, Queens University Press 1969
- Introduction to Ring Theory, Springer 2000
- Classic Algebra, Wiley 2000
- Basic Algebra – Groups, Rings and Fields, Springer, 2002
- Further Algebra and Applications, Springer 2003
- Free Ideal Rings and Localization in General Rings, Cambridge University Press 2006
- Skew Field Constructions, Cambridge University Press 1973, 1977